# Tahith Chong
Tahith Chong (Willemstad, 4 december 1999) is een Nederlands-Curaçaos voetballer die doorgaans als aanvaller speelt. Hij debuteerde in 2019 in het betaald voetbal in dienst van Manchester United. Chong tekende in juli 2023 een 3-jarig contract bij het gepromoveerde Luton Town.

## Carrière
Chong speelde op Curaçao voor Excellence en Atlétiko Saliña voor zijn familie en hij verhuisde naar Rotterdam. Hier werd hij na een testwedstrijd opgenomen in de jeugdopleiding van Feyenoord. Dat verruilde hij in de zomer van 2016 voor die van Manchester United. Chong liep in januari 2017 een knieblessure op en stond lang buitenspel. Na zijn tweede seizoen bij Manchester United werd hij uitgeroepen tot (club)talent van het jaar. Hij kreeg in de voorbereiding op het nieuwe seizoen een kans in het eerste elftal van toenmalig trainer José Mourinho, in de International Champions Cup.
Chong zat tijdens een wedstrijd in de UEFA Champions League tegen Juventus voor het eerst op de bank bij de hoofdmacht, maar een debuut bleef uit. Nadat Mourinho werd ontslagen, debuteerde Chong op 5 januari 2019 onder coach Ole Gunnar Solskjær in het eerste elftal, tijdens een met 2–0 gewonnen wedstrijd in de FA Cup thuis tegen Reading. Hij kwam in de 62e minuut in het veld voor Juan Mata. Door zijn invalbeurt werd Chong de twaalfde Nederlander in het shirt van Manchester United.
Chong maakte op 6 maart 2019 in de UEFA Champions League voor Manchester United zijn Europese debuut in de met 3-1 gewonnen uitwedstrijd tegen Paris Saint-Germain.
In het seizoen 2020/21 speelt Chong op huurbasis voor SV Werder Bremen in de Bundesliga. Op 30 januari 2021 vertrok hij naar Club Brugge op uitleenbasis voor zes maanden.
In juli 2021 werd Chong voor de duur van een seizoen verhuurd aan Birmingham City.

## Clubstatistieken
| Seizoen     | Club              | Competitie         | Competitie | Competitie | Competitie | Beker | Beker | Beker | Internationaal | Internationaal | Internationaal | Totaal | Totaal | Totaal |
| Seizoen     | Club              | Competitie         | Wed.       | Dlp.       | Ass.       | Wed.  | Dlp.  | Ass.  | Wed.           | Dlp.           | Ass.           | Wed.   | Dlp.   | Ass.   |
| ----------- | ----------------- | ------------------ | ---------- | ---------- | ---------- | ----- | ----- | ----- | -------------- | -------------- | -------------- | ------ | ------ | ------ |
| 2018/19     | Manchester United | Premier League     | 2          | 0          | 0          | 1     | 0     | 0     | 1              | 0              | 0              | 4      | 0      | 0      |
| 2019/20     | Manchester United | Premier League     | 3          | 0          | 0          | 3     | 0     | 0     | 6              | 0              | 2              | 12     | 0      | 2      |
| Club Totaal | Club Totaal       | Club Totaal        | 5          | 0          | 0          | 4     | 0     | 0     | 7              | 0              | 2              | 16     | 0      | 2      |
| 2020/21     | → Werder Bremen   | Bundesliga         | 13         | 0          | 1          | 2     | 1     | 1     | —              | —              | —              | 15     | 1      | 2      |
| Club Totaal | Club Totaal       | Club Totaal        | 13         | 0          | 1          | 2     | 1     | 1     | 0              | 0              | 0              | 15     | 1      | 2      |
| 2020/21     | → Club Brugge     | Jupiler Pro League | 10         | 0          | 5          | 3     | 1     | 0     | —              | —              | —              | 13     | 1      | 5      |
| Club Totaal | Club Totaal       | Club Totaal        | 10         | 0          | 5          | 3     | 1     | 0     | 0              | 0              | 0              | 13     | 1      | 5      |
| 2021/22     | → Birmingham City | EFL Championship   | 20         | 1          | 3          | 0     | 0     | 0     | —              | —              | —              | 20     | 1      | 3      |
| 2022/23     | Birmingham City   | EFL Championship   | 38         | 4          | 4          | 0     | 0     | 0     | —              | —              | —              | 38     | 4      | 4      |
| Club Totaal | Club Totaal       | Club Totaal        | 58         | 5          | 7          | 0     | 0     | 0     | 0              | 0              | 0              | 30     | 1      | 7      |
| 2023/24     | Luton Town        | Premier League     | 33         | 4          | 0          | 5     | 1     | 0     | —              | —              | —              | 38     | 5      | 0      |
| 2024/25     | Luton Town        | Championship       | 27         | 2          | 0          | 1     | 0     | 0     | —              | —              | —              | 28     | 2      | 0      |
| Club Totaal | Club Totaal       | Club Totaal        | 60         | 6          | 0          | 6     | 1     | 0     | 0              | 0              | 0              | 66     | 7      | 0      |
| TOTAAL      | TOTAAL            | TOTAAL             | 146        | 11         | 13         | 15    | 3     | 1     | 7              | 0              | 2              | 168    | 14     | 16     |

## Erelijst
| Eerste klasse A | 1x | 2020/21 |

1 Shea ·
2 Walters ·
3 Bell ·
4 Lockyer  ·
5 Andersen ·
6 McGuinness ·
7 Moses ·
8 Krauß ·
9 Morris ·
10 Woodrow ·
11 Adebayo ·
13 Nakamba ·
14 Chong ·
15 Mengi ·
16 Burke ·
17 Mpanzu ·
18 Clark ·
19 Brown ·
20 Walsh ·
23 Krul ·
24 Kaminski ·
25 Taylor ·
26 Baptiste ·
27 Hashioka ·
29 Holmes ·
45 Doughty ·
Coach: Edwards